# Symplecta mafuluensis
Symplecta mafuluensis är en tvåvingeart som först beskrevs av Alexander 1948.  Symplecta mafuluensis ingår i släktet Symplecta och familjen småharkrankar. Inga underarter finns listade i Catalogue of Life.